# EMC-UN
EMC-UN es uno de los grupos de investigación del departamento de Ingeniería Eléctrica, de la Universidad Nacional de Colombia. La creación del grupo fue en 1992. El director y fundador del grupo de investigación es el ingeniero Francisco José Román Campos.
EMC-UN ha obtenido diversos galardones debido a su trabajo de investigación. Sus trabajos comprenden descargas en altas tensiones, electrodos flotantes, equipo para la protección contra rayos, obtención de energía de los mismos, entre otros temas.
Durante la generación, transmisión y recepción de energía electromagnética puede producirse Interferencia Electromagnética EMI en otro sistema. El Grupo de Investigación de Compatibilidad Electromagnética de la Universidad Nacional de Colombia EMC-UN, ha venido estudiando algunas de las fuentes de EMI y su influencia en seres vivos y sistemas eléctricos y electrónicos. Asimismo, ha avanzado en el desarrollo de equipos para la generación de señales electromagnéticas de alta potencia basados en los principios de alto voltaje y, más recientemente, de alta frecuencia.
Desde la fundación del grupo en 1981, se han formado decenas de ingenieros, magíster en Ingeniería Eléctrica y Doctores en Ingeniería, especializados en el estudio de los diferentes fenómenos en los que intervienen campos eléctricos y magnéticos.
El estudio de descargas en gases, descargas eléctricas atmosféricas, procesamiento de señales de fenómenos electromagnéticos, modelamiento electromagnético, potencia pulsante y materiales higroscópicos son algunas de las áreas de trabajo del EMC-UN.
Actualmente se encuentra clasificado por COLCIENCIAS como Grupo de Investigación clase A1

## Proyectos

### Aplicación práctica de la energía pulsante
Objetivo:
Empleando los principios de energía pulsante diseñar y construir equipos capaces de generar impulsos de corriente o voltaje con tiempos de ascenso inferiores a 1 ns y picos por encima de 1 kA
Descripción:
Los equipos basados en el principio de energía pulsante se componen de un sistema de almacenamiento de carga, un interruptor aislado en gas (gas spark-gap) y una carga. Se ha trabajado con dos tecnologías: por un lado con el principio de electrodos flotantes y fuente corona, en el cual la carga se almacena en un electrodo corona que se encuentra a un potencial flotante. Por otro lado, se ha trabajado con el principio de línea de transmisión, en la cual todo el generador conforma una línea de transmisión con una impedancia característica determinada.
Al conectar estos generadores con antenas de banda ancha se pueden desarrollar equipos para la realización de pruebas de interferencia electromagnética.

### Obtención de energía del campo eléctrico
Objetivo:
Diseñar e implementar una granja de electrodos tipo corona conectados a un sistema de almacenamiento de energía, que permita aprovechar la energía eléctrica almacenada en el campo eléctrico producido por las nubes de tormenta mediante la inducción de corrientes corona en electrodos tipo corona.
Descripción:
El grupo EMC ha venido trabajando en el estudio del comportamiento de los Electrodos Flotantes (EF) y sus posibles aplicaciones.  Los EF son elementos metálicos que presentan alguna protuberancia o deformación, de tal forma que al encontrarse dentro de un campo eléctrico estático, la carga neta a su alrededor es diferente de cero debido a que el campo eléctrico en su vecindad se intensifica produciendo descargas parciales (efecto corona).
En los trabajos realizados en el grupo se encontró que los campos eléctricos ambientales producidos por nubes de tormenta pueden ser amplificados empleando la tecnología de electrodos flotantes para producir corrientes corona con magnitudes desde microamperios hasta miliamperios.
En este proyecto se desea avanzar en el conocimiento de estos fenómenos y estudiar la influencia de variables atmosféricas en la magnitud de la corriente producida.

### Diseño y Construcción de un Equipo de Interferencia Electromagnética para Pruebas de Compatibilidad Electromagnética
Objetivo:
Diseñar y construir equipos para pruebas de interferencia electromagnética, que forme parte de los equipos de un Laboratorio de Compatibilidad Electromagnética (EMC), empleando los principios de operación de los generadores de impulsos rápidos y las antenas de banda ancha para pruebas en tiempo real
Descripción:
A partir de la experiencia del grupo EMC-UN se planteó un proyecto para llevar a cabo el desarrollo de un equipo de interferencia electromagnética (EMI).
El equipo podrá usarse en pruebas de interferencia conducida: para probar protecciones de baja tensión, y en pruebas de interferencia radiada en tiempo real: para pruebas de inmunidad de dispositivos, en donde los protocolos y equipos funcionan variando la frecuencia en el rango establecido por las normas.
La antena se alimentará con una señal pulsante con ancho de banda suficiente para cubrir la banda de frecuencias establecidas por las normas, por lo que se debe estudiar su principio de operación y características de funcionamiento ante estas señales.

### Implementación de Técnicas Avanzadas de Tratamiento y Procesamiento de Campos Electromagnéticos para la Caracterización de los Campos Electromagnéticos de los Rayos
Objetivos:
Obtener mediciones de campos electromagnéticos de los rayos en diferentes temporadas de tormentas
Adaptar técnicas para el tratamiento y procesamiento de las señales registradas
Desarrollar una metodología de comparación de resultados para determinar las ventajas y desventajas que poseen cada una de las técnicas de tratamiento y procesamiento empleadas
Comparar las características de las señales registradas en Bogotá con registros tomados en otros lugares del mundo
Descripción:
En las últimas décadas, los métodos para el estudio de rayos se han basado en la medición directa de sus parámetros con ayuda de torres instrumentadas y/o en la medición de los campos electromagnéticos (CEM) radiados durante la descarga. Debido a que el primer método cuenta con altos costos de montaje, la técnica de medición de CEM ha ganado espacio en la comunidad científica interesada en estudiar el comportamiento y las características de la descarga.
Durante la medición de CEM, las señales radiadas se encuentran bajo la influencia de ruido. Cuando el centro de interés está enfocado hacia el estudio de las variaciones temporales de las señales, o la física de la descarga, se implementan técnicas para el tratamiento y procesamiento de las señales registradas, conservando en gran medida las características de la señal original. A partir de este método se pueden obtener resultados y conclusiones que permitan avanzar en el conocimiento de este fenómeno.

### Fuente de Extra-Alta Impedancia ETHICS
Objetivos:
Diseñar y construir una fuente de corriente D.C. basado en el principio del efecto corona.
Estudiar el comportamiento de la corriente corona en una configuración coaxial variando la presión del aire hasta 350 kPa
Evaluar el comportamiento de la carga espacial en la producción de corrientes corona
Descripción:
En trabajos previos de grupo EMC-UN se observó que a partir del principio del efecto corona era posible desarrollar un equipo con un comportamiento muy cercano al de una fuente de corriente, se encontró que la corriente suministrada es constante para cargas que alcanzan valores de cientos de MegaOhm.
La segunda parte del proyecto consiste en evaluar la influencia del voltaje aplicado y la presión en la corriente corona producida. Además, se está estudiando el comportamiento de la carga espacial presente en el espacio interelectródico y como ésta influye en la corriente corona producida.
Este tipo de fuentes se pueden emplear en la caracterización de dispositivos de protección contra sobretensiones en baja tensión.

### Análisis de producción de ozono mediante la aplicación de varias formas de onda
Objetivo:
Analizar la influencia de la forma de onda de tensión de alimentación en la síntesis de ozono a partir de aire seco y oxígeno, en dos reactores de cilindros coaxiales
Descripción:
El ozono es de particular importancia en el tratamiento de aguas residuales y de agua potable.
Entre las técnicas para sintetizar ozono, se encuentra la descarga eléctrica en presencia de oxígeno. Aunque la descarga ocurre entre dos electrodos metálicos, en este proyecto se ha implementado el uso de electrodos separados por una barrera dieléctrica, lo que se conoce como descarga silenciosa. Adicionalmente, se estudian varias formas de onda de tensión con el fin de determinar cuál es más apropiada, es decir la que provee la mayor concentración de ozono y/o el mayor rendimiento energético.
Se han construido dos reactores cilíndricos. En el primero, denominado reactor de barrera dieléctrica sencilla (BDS), la descarga eléctrica ocurre en el volumen de gas que rodea un filamento de acero. El segundo reactor se conoce como reactor de barrera dieléctrica doble (BDD). En este la descarga eléctrica ocurre en el espacio anular que queda entre dos cilindros de vidrio.

## Laboratorio de Compatibilidad Electromagnética
El Laboratorio de Compatibilidad Electromagnética EMC forma parte de los laboratorios del Departamento de Ingeniería Eléctrica y Electrónica de la Universidad Nacional de Colombia y se encuentra ubicado en el 102 del edificio 411 – Laboratorios de Ingeniería Eléctrica y Mecánica.
Este Laboratorio se inauguró en junio de 2009 y fue construido con el apoyo de varias empresas del sector energético colombiano, además de la facultad de Ingeniería y el departamento de Ingeniería Eléctrica y Electrónica.
http://www.agenciadenoticias.unal.edu.co/nc/detalle/article/mediciones-limpias-posibles-en-el-laboratorio-de-compatibilidad-electromagnetica
El Laboratorio EMC cuenta con la infraestructura para apoyar los trabajos de investigación de estudiantes de doctorado y maestría, además de otro tipo de investigaciones desarrolladas por el Grupo de Investigación EMC-UN.
Cuenta con dos cuartos apantallados con efectividad de apantallamiento de -120 dB @ 1.5 GHz.
Estos cuartos son necesarios para evitar interferencia electromagnética con el entorno y para garantizar la medición de señales sin influencias externas, tales como lámparas fluorescentes, máquinas eléctricas, transmisiones de radio, televisión y telefonía móvil.
Adicionalmente, entre otros equipos nuestro laboratorio cuenta con:
Osciloscopios de alta velocidad. 1 GHz, 4 GSa/s
Analizador de espectros. 3 GHz
Analizador de redes. 3 GHz
Sensores de campos eléctricos y magnéticos
Fuentes de alto voltaje D.C. 80 kV – 10 mA
Sondas, acoples, terminaciones. Hasta 12 GHz
Los investigadores cuentan con espacio suficiente para realizar sus montajes y experimentos sin que estos interfieran con el trabajo de los otros investigadores.
El Laboratorio EMC tiene una sala de reuniones, en la cual profesores, estudiantes, investigadores e invitados tienen discusiones permanentes y reuniones con pares y miembros del grupo que se encuentran afuera de Colombia vía conferencia telefónica.
Adicionalmente, dispone de un pequeño taller con herramientas básicas para la construcción, ensamble y manipulación de los dispositivos que frecuentemente se desarrollan dentro del grupo. Dispositivos tales como antenas, sensores, generadores, entre otros.